# Sapranthus palanga
Sapranthus palanga là loài thực vật có hoa thuộc họ Na. Loài này được R.E.Fr. miêu tả khoa học đầu tiên năm 1930.